# Clive Cussler
Clive Cussler (født 15. juli 1931 i Aurora, Illinois, død 24. februar 2020) var en amerikansk forfatter, der skrev en lang række spændings- og actionromaner, der er blevet bestsellere. Han voksede op i Alhambra i California. Han læste ved Pasadena City College i to år. Da Koreakrigen brød ud, gjorde han tjeneste som flymekaniker og flytekniker i US Air Force. Efter militærtjenesten arbejdede han som tekstforfatter og kreativ direktør i reklamebranchen. Da han var i reklamebranchen skrev og producerede han bl.a. radio- og TV-reklamer, hvoraf nogle blev belønnet med priser, herunder ved Cannes Lions International Advertising Festival.
Cussler var endvidere marinearkæolog/skattejæger, eventyrer og veteranbilsamler – på samme måde som Cusslers boghelt Dirk Pitt. Handlingen i Cussler romaner er ofte baseret på en umulig konspirationsteori blandet med dykning, smukke kvinder, indflydelsesrige mænd og en hel del skydevåben. I bøgerne om Dirk Pitt dukker Clive Cussler altid selv op i en lille rolle, for eksempel som tjener på en café, skattejæger i ørkenen eller som konkurrent i et veteranbilløb. Cussler har også grundlagt organisationen National Underwater Marine Agency (NUMA), der også optræder i bøgerne. NUMA leder efter skatte og gamle vrag under vand.

## Dirk Pitt
Dirk Pitt er navnet på Cusslers romanhelt. Han fremstår som en litterær blanding af MacGyver og James Bond.
Han bliver beskrevet som en høj mand med mørkt bølget hår og grønne øjne, der kan være skræmmende og forførende efter behov. Hans bedste ven og partner er Al Giordino. Dirk Pitt har to børn, tvillingene Dirk og Summer.
Navnet Dirk Pitt er inspireret af navnet på Cusslers søn, Dirk Cussler.

## Bøger
Flere af Cusslers bøger er oversat til dansk, herunder:
- Skeletkysten
- Det genfundne Atlantis
- Jagten
- Cerberus
- Den gyldne Buddha
- Khans skat
- Sort vind
- Den trojanske odyssé
- Blåt guld
- Pestskibet

## Filmatiseringer
- Første forsøg på at filmatisere en af Cusslers bøger (Raise The Titanic!, (1980)) var en fiasko.

- Paramount Pictures udgav i 2005 Sahara med Matthew McConaughey som Dirk Pitt, Steve Zahn som Al Giordino, William H. Macy som Admiral Sandecker og Penélope Cruz som Eva Rojas. Filmen blev ikke en succes, hvilket ifølge Cussler skyldtes, at filmatiseringen ikke havde været tro mod bogen. Allerede før filmen var færdig lå Cussler og Crusader Entertainment (filmens producent) i retssag om filmen og dens forhold til bogen.[2]

## Eksterne links
- NUMAs hjemmeside